# Чемпіонат світу з боротьби 2019
Чемпіонат світу з боротьби 2019 пройшов з  14 по 22 вересня 2019 року в Нур-Султані (Казахстан).

## Командний залік
| Місце | Чоловіки, вільний стиль | Чоловіки, вільний стиль | Чоловіки, греко-римська | Чоловіки, греко-римська | Жінки, вільний стиль | Жінки, вільний стиль |
| Місце | Країна                  | Очки                    | Країна                  | Очки                    | Країна               | Очки                 |
| ----- | ----------------------- | ----------------------- | ----------------------- | ----------------------- | -------------------- | -------------------- |
| 1     | Росія                   | 194                     | Росія                   | 132                     | Японія               | 137                  |
| 2     | Казахстан               | 108                     | Узбекистан              | 80                      | Росія                | 108                  |
| 3     | Іран                    | 96                      | Грузія                  | 79                      | США                  | 105                  |
| 4     | США                     | 94                      | Іран                    | 75                      | КНР                  | 102                  |
| 5     | Грузія                  | 85                      | Казахстан               | 72                      | Україна              | 92                   |
| 6     | Індія                   | 79                      | Японія                  | 65                      | Казахстан            | 53                   |
| 7     | Азербайджан             | 56                      | Угорщина                | 64                      | Монголія             | 51                   |
| 8     | Туреччина               | 48                      | Куба                    | 57                      | Азербайджан          | 48                   |
| 9     | Узбекистан              | 34                      | Вірменія                | 55                      | Німеччина            | 42                   |
| 10    | Японія                  | 34                      | Німеччина               | 50                      | Швеція               | 41                   |

## Загальний медальний залік
| Місце               | Країна              | Золото | Срібло | Бронза | Загалом |
| ------------------- | ------------------- | ------ | ------ | ------ | ------- |
| 1                   | Росія               | 9      | 5      | 5      | 19      |
| 2                   | США                 | 5      | 0      | 2      | 7       |
| 3                   | Грузія              | 4      | 0      | 2      | 6       |
| 4                   | Японія              | 3      | 3      | 3      | 9       |
| 5                   | Азербайджан         | 1      | 3      | 2      | 6       |
| 6                   | Туреччина           | 1      | 2      | 1      | 4       |
| 6                   | Україна             | 1      | 2      | 1      | 4       |
| 8                   | Іран                | 1      | 1      | 5      | 7       |
| 9                   | Угорщина            | 1      | 1      | 2      | 4       |
| 10                  | Куба                | 1      | 1      | 0      | 2       |
| 11                  | Канада              | 1      | 0      | 0      | 1       |
| 11                  | Киргизстан          | 1      | 0      | 0      | 1       |
| 11                  | Північна Корея      | 1      | 0      | 0      | 1       |
| 14                  | Казахстан           | 0      | 3      | 5      | 8       |
| 15                  | Швеція              | 0      | 2      | 1      | 3       |
| 16                  | КНР                 | 0      | 1      | 6      | 7       |
| 17                  | Індія               | 0      | 1      | 4      | 5       |
| 18                  | Узбекистан          | 0      | 1      | 2      | 3       |
| 19                  | Болгарія            | 0      | 1      | 1      | 2       |
| 19                  | Вірменія            | 0      | 1      | 1      | 2       |
| 21                  | Італія              | 0      | 1      | 0      | 1       |
| 21                  | Румунія             | 0      | 1      | 0      | 1       |
| 23                  | Німеччина           | 0      | 0      | 4      | 4       |
| 24                  | Монголія            | 0      | 0      | 3      | 3       |
| 25                  | Естонія             | 0      | 0      | 2      | 2       |
| 25                  | Сербія              | 0      | 0      | 2      | 2       |
| 27                  | Білорусь            | 0      | 0      | 1      | 1       |
| 27                  | Нігерія             | 0      | 0      | 1      | 1       |
| 27                  | Польща              | 0      | 0      | 1      | 1       |
| 27                  | Північна Македонія  | 0      | 0      | 1      | 1       |
| 27                  | Словаччина          | 0      | 0      | 1      | 1       |
| 27                  | Швейцарія           | 0      | 0      | 1      | 1       |
| Загалом (32 збірні) | Загалом (32 збірні) | 30     | 30     | 60     | 120     |

## Медалісти

### Вільна боротьба
| Дисципліна | Золото                    | Срібло                       | Бронза                                |
| ---------- | ------------------------- | ---------------------------- | ------------------------------------- |
| до 57 кг   | Заур Угуєв Росія          | Сулейман Атлі Туреччина      | Раві Кумар Індія                      |
| до 57 кг   | Заур Угуєв Росія          | Сулейман Атлі Туреччина      | Нуріслам Санаєв Казахстан             |
| до 61 кг   | Бека Ломтадзе Грузія      | Магомедрасул Ідрісов Росія   | Рауль Аваре Індія                     |
| до 61 кг   | Бека Ломтадзе Грузія      | Магомедрасул Ідрісов Росія   | Бехнам Ехсанпур Іран                  |
| до 65 кг   | Гаджимурад Рашидов Росія  | Даулет Ніязбеков Казахстан   | Баджранг Пунія Індія                  |
| до 65 кг   | Гаджимурад Рашидов Росія  | Даулет Ніязбеков Казахстан   | Ісмаїл Мусукаєв Угорщина              |
| до 70 кг   | Давид Баєв Росія          | Нуркожа Кайпанов Казахстан   | Магомедмурад Гаджієв Польща           |
| до 70 кг   | Давид Баєв Росія          | Нуркожа Кайпанов Казахстан   | Юнес Емамі Іран                       |
| до 74 кг   | Заурбек Сідаков Росія     | Франк Чамісо Італія          | Джордан Берроуз США                   |
| до 74 кг   | Заурбек Сідаков Росія     | Франк Чамісо Італія          | Даніяр Кайсанов Казахстан             |
| до 79 кг   | Кайл Дейк США             | Джабраїл Гасанов Азербайджан | Гаджі Набієв Росія                    |
| до 79 кг   | Кайл Дейк США             | Джабраїл Гасанов Азербайджан | Таймураз Салказанов Словаччина        |
| до 86 кг   | Хассан Яздані Іран        | Діпак Пунія Індія            | Штефан Райхмут Швейцарія              |
| до 86 кг   | Хассан Яздані Іран        | Діпак Пунія Індія            | Артур Найфонов Росія                  |
| до 92 кг   | Джейден Кокс США          | Аліреза Карімі Іран          | Іраклій Мцитурі Грузія                |
| до 92 кг   | Джейден Кокс США          | Аліреза Карімі Іран          | Аліхан Жабраїлов Росія                |
| до 97 кг   | Абдулрашид Садулаєв Росія | Шаріф Шаріфов Азербайджан    | Кайл Снайдер США                      |
| до 97 кг   | Абдулрашид Садулаєв Росія | Шаріф Шаріфов Азербайджан    | Магомедгаджі Нуров Північна Македонія |
| до 125 кг  | Гено Петріашвілі Грузія   | Таха Акгюль Туреччина        | Олександр Хоцянівський Україна        |
| до 125 кг  | Гено Петріашвілі Грузія   | Таха Акгюль Туреччина        | Ден Чживей Китай                      |

- Після змагань у крові Зелімхана Хаджієва (Франція, 74 кг, бронзова нагорода) та Гасанбоя Рахімова (Узбекистан, 125 кг, бронзова нагорода) знайшли заборонені препарати. Їхні результати на чемпіонаті світу були анульовані, а медалі перейшли до Даніяра Кайсанова (Казахстан, 74 кг, бронзова нагорода) та Ден Чживея (Китай, 125 кг, бронзова нагорода)[1][2].

### Греко-римська боротьба
| Дисципліна | Золото                  | Срібло                     | Бронза                            |
| ---------- | ----------------------- | -------------------------- | --------------------------------- |
| до 55 кг   | Нугзарі Цурцумія Грузія | Корлан Жаканша Казахстан   | Ельденіз Азізлі Азербайджан       |
| до 55 кг   | Нугзарі Цурцумія Грузія | Корлан Жаканша Казахстан   | Сота Огава Японія                 |
| до 60 кг   | Кен'їтіро Фуміта Японія | Сергій Ємелін Росія        | Мейрамбек Айнагулов Казахстан     |
| до 60 кг   | Кен'їтіро Фуміта Японія | Сергій Ємелін Росія        | Аліреза Неджаті Іран              |
| до 63 кг   | Сінобу Ота Японія       | Степан Марянян Росія       | Славік Галстян Вірменія           |
| до 63 кг   | Сінобу Ота Японія       | Степан Марянян Росія       | Алмат Кебіспаєв Казахстан         |
| до 67 кг   | Ісмаель Борреро Куба    | Артем Сурков Росія         | Франк Штеблер Німеччина           |
| до 67 кг   | Ісмаель Борреро Куба    | Артем Сурков Росія         | Мате Немеш Сербія                 |
| до 72 кг   | Абуязид Манцигов Росія  | Арам Варданян Узбекистан   | Балінт Корпаші Угорщина           |
| до 72 кг   | Абуязид Манцигов Росія  | Арам Варданян Узбекистан   | Аїк Мнацаканян Болгарія           |
| до 77 кг   | Тамаш Лерінц Угорщина   | Алекс Кессідіс Швеція      | Мухаммадалі Гераеї Іран           |
| до 77 кг   | Тамаш Лерінц Угорщина   | Алекс Кессідіс Швеція      | Жалгасбай Бердимуратов Узбекистан |
| до 82 кг   | Лаша Гобадзе Грузія     | Рафік Гусейнов Азербайджан | Цянь Хайтао Китай                 |
| до 82 кг   | Лаша Гобадзе Грузія     | Рафік Гусейнов Азербайджан | Саєд Абдевалі Іран                |
| до 87 кг   | Жан Беленюк Україна     | Віктор Лерінц Угорщина     | Рустам Ассакалов Узбекистан       |
| до 87 кг   | Жан Беленюк Україна     | Віктор Лерінц Угорщина     | Деніс Кудла Німеччина             |
| до 97 кг   | Муса Євлоєв Росія       | Артур Алексанян Вірменія   | Міхаїл Каджая Сербія              |
| до 97 кг   | Муса Євлоєв Росія       | Артур Алексанян Вірменія   | Дженк Ільдем Туреччина            |
| до 130 кг  | Риза Каяалп Туреччина   | Оскар Піно Куба            | Гейкі Набі Естонія                |
| до 130 кг  | Риза Каяалп Туреччина   | Оскар Піно Куба            | Якоб Каджая Грузія                |

### Жіноча боротьба
| Дисципліна | Золото                        | Срібло                  | Бронза                           |
| ---------- | ----------------------------- | ----------------------- | -------------------------------- |
| до 50 кг   | Марія Стадник Азербайджан     | Аліна Вуч Румунія       | Валентина Ісламова Казахстан     |
| до 50 кг   | Марія Стадник Азербайджан     | Аліна Вуч Румунія       | Катерина Полєщук Росія           |
| до 53 кг   | Пак Йон Мі КНДР               | Маю Мукайда Японія      | Вінеш Фогат Індія                |
| до 53 кг   | Пак Йон Мі КНДР               | Маю Мукайда Японія      | Пан Цяньюй Китай                 |
| до 55 кг   | Джакарра Вінчестер США        | Нанамі Іріє Японія      | Ольга Хорошавцева Росія          |
| до 55 кг   | Джакарра Вінчестер США        | Нанамі Іріє Японія      | Бат-Очирин Болортуяа Монголія    |
| до 57 кг   | Рісако Каваї Японія           | Жун Ніннін Китай        | Ірина Курочкіна Білорусь         |
| до 57 кг   | Рісако Каваї Японія           | Жун Ніннін Китай        | Одунайо Адекуроє Нігерія         |
| до 59 кг   | Лінда Мораїс Канада           | Любов Овчарова Росія    | Пей Сінжу Китай                  |
| до 59 кг   | Лінда Мораїс Канада           | Любов Овчарова Росія    | Баатаржавин Шоовдор Монголія     |
| до 62 кг   | Айсулуу Тинибекова Киргизстан | Тайбе Юсейн Болгарія    | Генна Юганссон Швеція            |
| до 62 кг   | Айсулуу Тинибекова Киргизстан | Тайбе Юсейн Болгарія    | Юкако Каваї Японія               |
| до 65 кг   | Інна Тражукова Росія          | Ірина Коляденко Україна | Ван Сяоцянь Китай                |
| до 65 кг   | Інна Тражукова Росія          | Ірина Коляденко Україна | Еліс Манолова Азербайджан        |
| до 68 кг   | Таміра Менса США              | Єнні Франссон Швеція    | Соронзонболдин Батцецег Монголія |
| до 68 кг   | Таміра Менса США              | Єнні Франссон Швеція    | Анна Шелл Німеччина              |
| до 72 кг   | Наталія Воробйова Росія       | Аліна Бережна Україна   | Масако Фуруїті Японія            |
| до 72 кг   | Наталія Воробйова Росія       | Аліна Бережна Україна   | Па Ліха Китай                    |
| до 76 кг   | Аделіна Грей США              | Хірое Мінагава Японія   | Епп Мяе Естонія                  |
| до 76 кг   | Аделіна Грей США              | Хірое Мінагава Японія   | Аліне Фоккен Німеччина           |